# Chu Suiliang
Chu Suiliang ([ʧu suiliaŋ] nome di cortesia Dengshan e formalmente conosciuto come Duca di Henan; Hangzhou, 596 – 658) è stato un calligrafo, storico e politico cinese.
Fu cancelliere durante due dei regni della dinastia Tang: quello dell'imperatore Taizong, che lo investì della carica di storico e cancelliere imperiale e quello dell'imperatore Gaozong, che insieme allo zio Zhangsun Wuji raggiunse grande potere grazie ai suoi consigli.
Nel 655, dopo essersi opposto strenuamente alla decisione di Gaozong di ripudiare la prima moglie e sostituirla con l'imperatrice Wu (successivamente conosciuta come Wu Zetian), Chu venne rimosso dalla carica. Iniziarono una serie di ritorsioni sostenute dalla stessa imperatrice, che lo confinarono come prefetto nella regione di Ai (愛州, più o meno la Thanh Hò odierna), al confine del regno.
Morì in esilio nel 658.

## Biografia
Chu Suiliang nacque a Hangzhou nel 596, durante il regno dell'imperatore Wen, della dinastia Sui. Suo padre, Chu Liang (褚亮) fu un ufficiale durante le dinastie Chen e Sui conosciuto per le sue abilità letterarie. Dopo la morte dell'imperatore Wen nel 604, Chu Liang servì il figlio Yang, che, geloso delle sue competenze, lo accusò di simpatizzare con il generale Yang Xuangan, ribellatosi all'impero nel 613.
Chu Liang venne esiliato nella lontana Xihai (西海, l'odierna prefettura autonoma tibetana di Haibei), portandosi dietro il figlio.
Nel 617, il cittadino Xue Ju si ribellò ai Sui, dichiarandosi imperatore di Qin e Chu Liang e suo figlio lo affiancarono nell'amministrazione, diventando funzionari ufficiali del nuovo impero.
Dopo la morte di Xue Ju nel 618, suo figlio Xue Rengao venne sconfitto dal principe Li Shimin, della dinastia Tang (era il secondo figlio dell'imperatore Gaozu). Li Shimin risparmiò Chu Liang e Chu Suiliang: il primo diventò parte della cerchia di Li Shimin, il secondo rimase nella prefettura di Qin (秦州, più o meno la moderna Tianshui, Gansu), a far parte del governo. Da questo momento fino al 636 non ci sono documentazioni che attestino le sue attività, ma sappiamo che studiò letteratura e arte e divenne un calligrafo talentuoso, elogiato da un altro famoso calligrafo, Ouyang Xun, amico del padre.

## Sotto l'impero di Taizong
Nel 636, Chu Suiliang era ancora un funzionario di basso livello negli uffici del regno, quando venne incaricato di documentare le gesta di Li Shimin, che da dieci anni a quella parte aveva preso il nome di Imperatore Taizong.
Spesso Chu dava consigli all'imperatore, che nella maggior parte dei casi rimanevano inascoltati. È l'esempio di Gaochong: il calligrafo aveva proposto al sovrano di non annettere la provincia al regno, ma di riconoscerla come stato vassallo. L'imperatore declinò la proposta, cosa di cui si pentì in seguito.
Nel 641, Taizong conferì la carica di consigliere ufficiale a Suiliang. Una volta, l'imperatore gli chiese se avesse mai documentato anche le cose più negative del suo regno e Chu rispose: "è mio dovere e non oserei mai non documentarle", a cui il cancelliere Liu Ji aggiunse che se non lo avesse fatto il consigliere, lo avrebbe fatto qualcun altro.
Nel 642, Suiliang fa presente al re che il fatto che preferisca Li Tai, suo secondo figlio, piuttosto che l'erede al trono Li Chengqian, potesse creare speculazioni indesiderate. Sottolineò il problema per mesi, ma Taizong non lo ascoltò. Poco a poco cominciarono a crearsi delle divisioni all'interno del palazzo, che vedevano alcuni sostenere il primo figlio, altri il secondo. Nel 643, preoccupato per la sua futura corona, Li Chengqian cospirò con Hou, i cognati Zhao Jie (趙節) e Du He (杜荷) e lo zio Li Yuanchang (李元昌) per spodestare suo padre.
Il complotto venne, però, scoperto e l'imperatore depose il figlio, facendo uccidere gli altri cospiratori e promettendo il trono a Li Tai. Riconoscente, il ragazzo disse che, se fosse servito, sarebbe stato capace di uccidere il suo futuro figlio pur di garantire la corona al fratello minore Li Zhi. Taizong rimase colpito da queste parole, ma Suiliang non ne rimase convinto e propose al re di farsi succedere da Li Zhi, opinione condivisa da Zhangsun Wuji, genero del regnante. Per la prima volta, Taizong seguì il consiglio ed esiliò Li Tai.
Nel 643, nonostante la promessa di fare sposare sua figlia Xinxing a Zhenzhu Khan, del gruppo Xueyantuo, l'imperatore decise di rompere il fidanzamento. Suiliang è contrario ma Taizong non lo ascolta.
L'anno successivo, Chu consigliò il re di non iniziare la battaglia contro Goguryeo e, anche qui, non venne seguito. Lo scontro vide la sconfitta di Taizong.
Sempre nel 644, a uno degli incontri imperiali, il re parlò con rispetto di Suiliang, dicendo: “Chu Suiliang è competente e deciso. Mi ha consigliato bene e gli voglio bene, come fosse un uccellino che ha bisogno di tenere cure”.
Fece di lui il vice-direttore del potere esecutivo (門下省, Menxia Sheng) e successivamente gli donò la carica di primo cancelliere (參預朝政 Canyu Chaozheng).
Nel 645, Chu venne coinvolto in un incidente che vide la morte di Liu Ji. Dopo la campagna di Goguryeo, l'imperatore tornò alla prefettura di Ding (più o meno la moderna Baoding, Hebei) e si ammalò. Mentre Taizong si trovava nelle sue camere, Chu chiese a Liu notizie e questi gli disse di essere tremendamente preoccupato per la salute del regnante. Falsamente, il consigliere riportò che l'uomo aveva detto che fino a quando non si fossero pregiudicati gli affari di stato, non c'era niente di cui preoccuparsi e qualora ci fossero stati dei voltafaccia, li avrebbero eliminati. Essendo quest'ultima una frase che in passato Liu aveva effettivamente detto all'imperatore, quest'ultimo ci credette e ne ordinò il suicidio.
Nel 646, Taizong inviò ventidue ufficiali imperiali nelle prefetture dell'impero, per controllarne l'amministrazione. Molti prefetti vennero accusati di malgoverno e il regnante chiese che venissero puniti. Con l'aiuto di Chu, l'imperatore dichiarò venti dei prefetti innocenti, sette colpevoli (e per questo giustiziati), mentre ad altri mille diede punizioni meno severe.
Nel 648, Chu diventò capo del potere legislativo (中書令 Zhongshu Ling).
Nell'estate del 649, l'imperatore Taizong si ammalò ulteriormente, morendo poco dopo. Li Zhi, ora imperatore Gaozong gli succedette e Zhangsun e Chu diventarono responsabili del governo.

## Sotto l'impero di Gaozong
La collaborazione tra Zhangsun Wuji e Chu Suiliang al governo, fu una delle più valide sotto l'impero di Gaozong.
Nell'inverno del 650, Chu venne incaricato da Wei Siqian, censitore imperiale, di costringere uno degli interpreti del governo a vendergli la sua terra. Inizialmente, il giudice Zhang Ruice (張叡冊) ritenette che in questo scambio non fosse stata infranta alcuna legge poiché Chu aveva pagato, ma Wei fece presente che la somma corrispondeva a un indennizzo minimo. Questo fa sì che Chu venga allontanato per un periodo dal governo, prima di essere richiamato a capo della pubblica amministrazione e riavere il posto di primo cancelliere.
Nel 652, il complotto della principessa Gaoyang, sorella di Gaozong e del marito Fang Yi'ai per mettere sul trono lo zio Li Yuanjing (李元景), principe di Jing, venne scoperto. Zhangsun fece uccidere molte persone falsamente accusate di far parte della cospirazione, tra cui Li Ke, fratello maggiore di Gaozong e ritenuto, per questo, una minaccia. Fonti storiche dicono che tra gli accusati ci fosse anche Chu.
Nell'autunno del 653, Chu diventò Puye (僕射), capo del potere esecutivo.
Nel 655, l'imperatrice Wang, moglie ufficiale del regnante, non stava avendo più gli stessi consensi da parte dei sudditi e la concubina di Gaozong, Wu, l'accusò falsamente di stregoneria e di avere ucciso la figlia che lei e l'imperatore avevano avuto (molti storici pensano che sia stata la stessa Wu a uccidere sua figlia per poi accusare la rivale). L'imperatore non era convinto di deporre la moglie e sposare la concubina, quindi invitò i quattro cancellieri Chu, Zhangsun, Li Shiji (ora conosciuto come Li Ji) e Yu Zhining a palazzo. Si mostrarono tutti contro la richiesta, soprattutto perché Wu era stata concubina di Taizong e questo avrebbe voluto dire incesto per i principi del confucianesimo.
Chu è così contrario che, nell'inginocchiarsi, comincia a battere la testa a terra talmente forte da sanguinare e dice di volersi dimettere, attirando così l'ira del regnante. Nascosta dietro un pannello, l'amante Wu gridò "Perché non ucciderlo?" e Zhangsun risponse: "Chu Suiliang era un funzionario molto importante, che il vecchio imperatore raccomandò al nuovo. Anche se dovesse commettere un crimine, non dovrà essere punito fisicamente".
Gaozong allontanò Chu dalla capitale e lo mise a capo della prefettura Tan (odierna Changsha, Hunan). Un mese dopo, nell'inverno del 655, si separò dalla moglie Wang e sposò la concubina Wu.
L'anno successivo, il cancelliere Han cercò di convincere l'imperatore a far tornare Suiliang, ma il sovrano, reputando l'uomo incontrollabile, respinse la richiesta.
Nel frattempo, l'imperatrice Wu stava diventando sempre più potente. Nel 657, Chu venne mandato nella prefettura di Gui (桂州, moderna Guilin, Guangxi), più lontano rispetto alla precedente.
La donna riuscì a convincere l'imperatore che i cancellieri Han e Lai avessero cospirato con Chu per inviarlo in quella prefettura, punto militare strategico, e iniziare una rivolta. Gaozong, allora, fece allontanare Han e Lai e trasferre Chu ad Ai, prefettura al confine più a sud dell'impero.
Qui, Chu fece appello a tutti gli anni di servizio prestati all'imperatore, appello che non avrà risposta.
Il calligrafo morì nel 658.
L'anno successivo, quando Zhangsun venne accusato di tradimento ed esiliato (poi costretto al suicidio), alcuni accusarono Chu di avere incoraggiato Zhangsun al complotto. Da quel momento, l'imperatore cancellò ogni traccia dell'uomo ed esiliò la sua famiglia dalla prefettura di Ai, facendo uccidere i due figli maschi Chu Yanfu (楮彥甫) e Chu Yanchong (楮彥沖).
Alla morte dell'imperatore Gaozong nel 683, fu concesso ai discendenti di Chu di tornare a casa e nel 705, i titoli dell'uomo furono ripristinati per volontà dell'imperatrice Wu (anche se il fatto che fosse veramente opera sua è discutibile).

## Calligrafia
Chu venne incaricato di documentare le gesta di Taizong grazie alle sue capacità di calligrafo. Sembrerebbe che l’imperatore avesse detto al cancelliere Wei Zheng che, dopo la morte di Yu Shinan, non ci fosse nessuno con cui parlare di calligrafia. A queste parole, Zheng si mobilitò e gli segnalò Chu, che venne immediatamente chiamato a corte.

Quando l’imperatore chiese al popolo di fornirgli, sotto compenso, tutti gli scritti di Wang Xizhi, a Chu venne affidato il compito di capire quali fossero veri e quali falsi. 

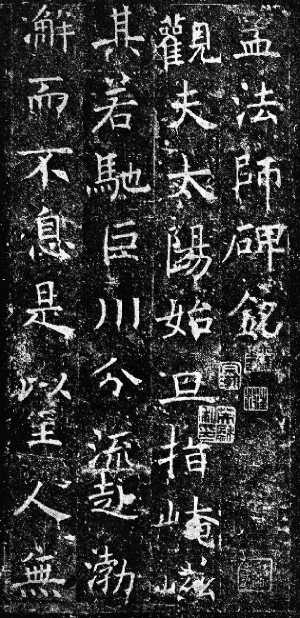
Stele di Meng Fashi (褚遂良 孟法師碑銘).
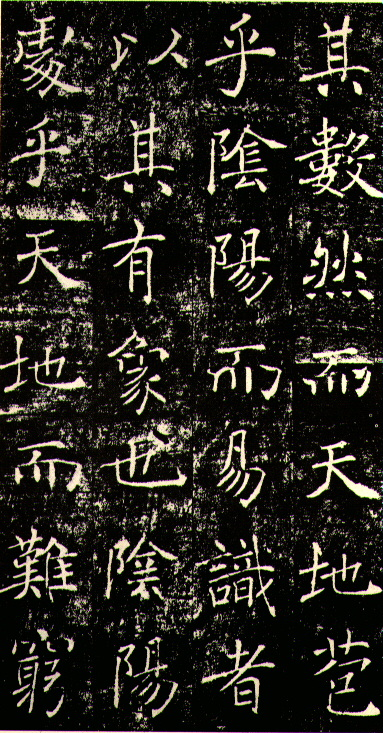
Prefazione dell'imperatore alle Sacre scritture (褚遂良 雁塔聖教序).